# Nearby Share
Nearby Share是Android和Chrome OS的一项功能，用戶開啟該功能後，可以通过藍牙、WebRTC和Wi-Fi向附近的用戶設備传输数据，並能與周圍用戶快速交换图片、影片、文本、联系人信息、YouTube影片和其他数据。該功能于2020年8月4日正式发布。2023年3月31日宣布添加Windows支持。2024年與三星的Quick Share合併。

## 另見
- 隔空投送，蘋果公司設備上一種類似的技術
- Briar，適用於Android的獨立開源應用程式
- Android Beam，一種類似的技術，用於Android智能手機，該技術基於近場通訊
- Wi-Fi直连，一種類似的技術